# Шух Дмитро Олександрович
Дмитро Олександрович Шух (нар. 8 листопада 2004, Кузнецовськ, Рівненська область, Україна) — український футболіст, півзахисник.

## Життєпис
Народився в місті Кузнецовськ Рівненської області. У ДЮФЛУ виступав за БРВ-ВІК та «ВІК-Волинь». На початку липня 2021 року опинився в стркутурі «Вереса», де спочатку виступав за юнацьку (U-19) команду.
В українській Прем'єр-лізі дебютував 18 березня 2023 року в програному (0:1) домашньому поєдинку 18-го туру проти «Дніпра-1». Дмитро вийшов на поле на 69-й хвилині замість Валерія Кучерова, а на 74-й хвилині отримав жовту картку. Наприкінці квітня 2023 року підписав з клубом новий 3-річний контракт.